# Aleksandr Sokúrov
Aleksandr Sokúrov (rus: Алекса́ндр Соку́ров)  (Podorvikha, 14 de juny de 1951), nom complet amb patronímic Aleksandr Nikolàievitx Sokúrov, rus: Алекса́ндр Никола́евич Соку́ров, és un director de cinema i guionista rus. Des de 1980 Sokúrov viu a Sant Petersburg. Les pel·lícules Mare i fill (1997) i L'arca russa (2002) van donar-li el reconeixement internacional. Sokúrov és actualment un dels directors referents del cinema europeu.

## Biografia
Fill d'un soldat professional, va passar la seva infància i joventut entre Polònia i el Turkmenistan, seguint les diverses destinacions del seu pare. El 1968 va començar els estudis d'història a la Universitat de Gorki i es va incorporar en una emissora de televisió local per fer-hi documentals.
Entre 1969 i 1975 Sokúrov va treballar d'ajudant de direcció a l'estudi de televisió de Nijni Nóvgorod (en rus: Нижний Новгород). Va estudiar història a la universitat de Gorki (actualment reanomenada Nijni Nóvgorod). Després de llicenciar-se en història, va ingressar a l'Escola de Cinema de Moscou (VGIK), on es va graduar el 1979. Allà, tot i que era un alumne brillant, no li van aprovar el treball de fi de carrera pel seu excessiu “formalisme” i per les “actituds antisoviètiques”. La perestroika i la fi del règim comunista soviètic no li van aportar visibilitat ni reconeixement, però sí que van ser determinants, en aquest sentit, la defensa que el director Andrei Tarkovski va fer de la seva obra i el paper dels nous sindicats. El director que ha marcat decididament la carrera cinematogràfica de Sokúrov.
Inicialment, les seves pel·lícules van patir sovint la censura soviètica. Després, un cop dissolta la Unió Soviètica, la seva obra va ser guardonada amb múltiples premis internacionals. Malgrat ser conegut principalment per la direcció de drames, Sokúrov també és autor d'una vintena de documentals, entre els quals destaquen una entrevista a Aleksandr Soljenitsin i un reportatge sobre Grigori Kózintsev.
Mare i fill (1996) va ser la seva primera pel·lícula internacionalment aclamada. La contrapart va arribar l'any 2003 amb el rodatge de Pare i fill, la qual va desconcertar a la crítica pel seu implícit homoerotisme, fet que Sokúrov sempre va desmentir.
Un dels treballs més coneguts de l'acalamat director rus és la seva tetralogia sobre la naturalesa del poder, constituïda per tres primeres parts biogràfiques sobre prominents polítics del s.XX i la darrera part basada en el mite de Faust de Goethe, amb la qual Sokúrov tracta la corrupció del poder. Les parts integrants de la tetralogia són Moloch (1999) sobre Hitler, Taurus (2000) sobre Lenin, El Sol (2004) sobre l'emperador Hirohito i, finalment, Faust (2011).
Sokúrov és un convidat habitual del Festival Internacional de Cinema de Canes, on al llarg de les seves anuals edicions s'hi han estrenat de manera consecutiva quatre pel·lícules seves.
Internacionalment, el semi-documental L'arca russa (2002) va ser una de les seves pel·lícula més exitoses, tant a nivell comercial com també des del punt de vista de la crítica. La pel·lícula és considerada una obra mestra tant per les seves captivadores imatges com per haver aconseguit un rècord mundial en ser rodada en una sola presa de 92 minuts de durada, sense cap tall. (Mirar també: Steadicam).

## Filmografia
La producció de Sokúrov és molt àmplia, amb més de quaranta pel·lícules entre llargmetratges, curts i documentals. Ha dirigit més de quinze obres de ficció i més de 25 documentals, sovint convertits en sèries a través de trilogies. Amb un cinema de gran lirisme i estatisme, Sokúrov explora el vessant plàstic de la imatge i els seus possibles significats. Els seus films presenten situacions humanes en contextos de conflicte i dificultat, sovint emmarcats en l'antiga Unió Soviètica. Amb referències a la pintura clàssica, les seves obres difuminen les fronteres entre ficció i documental. Les cintes, amb al·lusions literàries i una persistent consciència de la mort, són poemes fílmics en els quals el paisatge adquireix un gran protagonisme.
Tot i que l'obra fílmica de Sokúrov no ha tingut un accés fàcil als circuits de distribució de cinema comercial, des de finals dels anys vuitanta ha estat premiada en diversos festivals de cinema independent i s'ha exposat en museus d'art contemporani.

### Pel·lícules de ficció
- La veu solitària de l'home (Одинокий голос человека, 1978–1987)
- Els degradats (Разжалованный, 1980)
- Penosa indiferència (Скорбное бесчувствие, 1983–1987)
- Imperi (Ампир, 1986)
- Dies d'eclipsi (Дни затмения, 1988)
- Segur i protegit (Спаси и сохрани, 1989)
- El segon cercle (Круг второй, 1990)
- Pedra (Камень, 1992)
- Pàgines calmades (Тихие страницы, 1993)
- Mare i fill (Мать и сын, 1996)
- Moloch (Молох, 1999)
- Taurus (Телец, 2000)
- L'arca russa (Русский ковчег, 2002)
- Otets i sin (Отец и сын, 2003)
- El Sol (Солнце, 2004)
- Aleksandra (2007)
- Faust (2011)
- Francofonia (2015)

## Sèries Militars
El 2012, el Museu d'Art Contemporani de Barcelona (MACBA) va presentar a la Planta 1 de l'Edifici Meier les Sèries militars de Sokúrov, un conjunt de tres pel·lícules que formen part de la Col·lecció MACBA des de 2004: Somni del soldat (1995), Veus espirituals (1995) i Confessió (1998), així com Elegia d'un viatge (2001), la primera producció del cineasta pensada per ser exposada. Sota el títol Sèries militars. Aleksandr Sokúrov a la Col·lecció MACBA, aquesta exposició va estar concebuda pel MACBA i el MoMA PS1.
La mostra es va presentar en el marc de l'exposició Pantalla global, un projecte del Centre de Cultura Contemporània de Barcelona (CCCB). Aquest projecte va suposar l'inici d'una sèrie de col·laboracions amb la Filmoteca de Catalunya, que coincidint amb aquesta exposició dedica un cicle a l'obra cinematogràfica del director rus.
De manera paral·lela, el MACBA va recuperar a la Planta 2 del Museu la pel·lícula Lejos de los árboles (Lluny dels arbres), el projecte al qual va consagrar més temps i dedicació Jacint Esteva Grewe (1936-1985), un dels membres més destacats de 
l'Escola de Cinema de Barcelona. La producció d'aquest assaig fílmic es va estendre de 1963 a 1970. La versió d'aquesta obra, dipositada ara a la Col·lecció MACBA per la seva filla, Daria Esteva, ha estat muntada de nou per Pere Portabella, que també va ser el primer productor de la pel·lícula. La irrupció de la cultura popular subalterna adquireix una dimensió insòlita en aquest 
documental. En aquest sentit, el Museu presenta les imatges de l'estudi Oriol Maspons-Julio Ubiña captades durant les successives campanyes que van ser necessàries per filmar-lo, així com una sèrie de fotografies de toros que Leopold Pomés va realitzar el 1957 i imatges dels llibres Barcelona en blanc i negre (1965) i Costa Brava Show (1966), de Xavier Miserachs. En total, es van mostrar prop de 200 fotografies reunides a la Planta 1 del MACBA.
- Soldier's Dream. Sèrie "The Military". Mèdia, 1995[3]
- Confession. Sèrie "The Military". Mèdia, 1998[4]
- Spiritual Voices. From the Diaries of War. Series: "The Military". Mèdia, 1995[5]

## Premis i reconeixements
El 2011 Sokúrov va guanyar el Lleó d'Or de la Mostra de Venècia per la seva pel·lícula Faust. Les pel·lícules de Sokúrov han estat també guardonades en diverses ocasions per l'Acadèmia de Cinema de Rússia i els seus premis Nika.